# Мадина (имя)
Имя Мади́на имеет несколько версий происхождения.
1. Арабское происхождение. Мадина — это искажённое название города Медина. Переводится как «золотой город». Имеет варианты: Мадине, Мадинат, Мадихат, Мадият[2][3].
2. Греческое происхождение. Мадина образовано от греческого имени Мадлина, означающее «придающая силы». Также является формой[4] имени Маддалена (Магдалина).
3. Бретонское происхождение. Мадина — это женская форма мужского имени Маден[5] (Мадени, Маденн), в переводе с бретонского языка означающее «счастливый, удачливый».

Имя используется как в Азии, так и в Европе.
Распространённое имя у казахов. 